# PC/104
PC/104またはPC104とは、組み込みコンピュータの仕様である。
PC/104 コンソーシアムが管理していて、フォームファクタとバスの両方が定義されている。PC/104は、極端な環境下でも確実なデータ収集が可能である特殊な組み込みコンピュータ環境に向いている。このフォームファクタは民生品として市販されているので、「特別仕様の頑丈なシステム」が必要となった場合でも、数か月もかけて設計したり書類仕事をしたりしなくても済む。
現在、PC/AT互換機で主流であるPCIバスを採用した一般的なATXのフォームファクタとは違って、PC/104のフォームファクタにはバックプレーンが無い代わりに、積み木のようにモジュールをスタック（積み重ね）することができる。バスをスタックしたものは、典型的なPCよりも当然丈夫である。各モジュールの隅にある取り付け穴とスタンドオフで、ボード同士が固定されるからである。
フォームファクタに適合したボードの標準的なサイズは90.17×95.89mm（3.55×3.775インチ）で、高さはコネクタの境界でおおむね制限される。高さ領域の制限は、隣同士のモジュールが干渉しないことを保証するものである。多くのベンダーでは、これらの設計制約に従いモジュールのスタックを保証しているが、フォームファクタ要件を無視したモジュールも珍しくはない。
典型的なシステム（スタックとも呼ばれる）は、マザーボード、A/D変換器、汎用入出力モジュールなどから構築されていて、そのほか用途に合わせてGPS受信機や、無線LANコントローラや、USBコントローラが含まれることもある。

## フォームファクタ

### PC/104
1992年に最初に発表されたPC/104コンピュータバスは、104ピンで構成されている。これらのピンにはISAバスで使われているすべての通常信号が含まれ、バスの整合性を保証するためにグランドピンが追加されている。信号のタイミングと電圧はISAバスと同じで、最低電流要件も同じである。

### PC/104-Plus
PC/104-Plusフォームファクタでは、 PC/104のISAバスにPCIバスが追加された。この名称は、PC/104-PlusモジュールがPC/104コネクタ (ISA) にプラスしてPCIコネクタを持つことに由来する。PC/104-Plusの設計上での懸案事項の一つは、ボード上でバスコネクタが大きな面積を占めてしまっていることである。

### PCI-104
PCI-104フォームファクタでは、ISAコネクタを廃止してPCIコネクタだけとし、ボード上の空きスペースを増やすことにつながった。大多数のボードはまだISAベースのPC/104を使っていて、PCI-104とは互換性が無い。

## スタック
PC/104やPC/104-PlusやPCI-104のモジュールで構築したシステムは、よく「スタック」と呼ばれる。多くのスタックでは、すべて同じフォームファクタのモジュールだが、PC/104-PlusモジュールのスタックにPC/104モジュールが含まれていることも珍しくはない。
周辺機器のコントローラ役として、各スタックには最低1つのマザーボードかCPUが含まれていなければならない。そのマザーボードは、標準的なPC用のインターフェイス（キーボードやマウスやシリアルポートなど）を備えていることが多いので、シングルボードコンピュータ (SBC) と呼ばれることもある。このコントローラは、すべての拡張モジュールで使われている信号バスをサポートしていなければならない。しかし、周辺カードがその制御に別のマザーボードを必要とせずに独立して機能することもできる。
ひとつのシステム内に共存できるPC/104カードの枚数には、厳密な制限はない。しかし、多くのモジュールが追加されるとスタックした高さが大きくなり、信号要件を維持できないかもしれない。PC/104スタックには通常、PC/104のマザーボードコントローラがある。PC/104の周辺カードは、CPUのどちら側に装着しても構わない。
PC/104-Plusを含むスタックは、PC/104-Plusのマザーボードコントローラが制御しなければならない。スタック中のPC/104-Plus周辺カードの数は、 コントローラを含めずに4枚を超えてはならない。システム中のPCI機器は「4台まで」というPCI規格によるものである（ブリッジデバイスを使えばもっと増やせる）。PCI-104スタックにも同じ制限が課せられている。
PCI(バス)コネクタを使う（PC/104-PlusまたはPCI-104モジュール）時は、バスの信号要件を満たすよう、すべてのPC/104-Plus周辺モジュールをコントローラの片面に連続的に接続しなければならない。バスの各カードには、コントローラを基準とした位置を割り当てる仕組みが備わっているべきである。伝統的なバックプレーン・マザーボードでは、自分がどのスロットにあるかカード自身が「知っている」ため、このような仕組みは不要である。PC/104-PlusかPCI-104のシステムにPC/104カードを含めるには、バスを分断してしまわないようにCPUのPC/104-Plusカードのある側とは反対側に装着すべきである。

## よく使われる記憶装置
こうした小さく頑丈なPC/104システムでは、小さな記憶装置が必要になることがよくある。よく使われるのは、ソリッド・ステート・ドライブ (SSD) としてコンパクトフラッシュを用いた記憶装置である。機械式の（回転する）ハードディスクは、大きいうえに過酷な環境では壊れやすいためである。

## 年表
| フォームファクタ            | リリース | バス             | 最新版（2015年時点） |
| --------------------------- | -------- | ---------------- | -------------------- |
| PC/104                      | 1992年   | ISA (AT and XT)  | 2.6                  |
| PC/104-Plus                 | 1997年   | ISA and PCI      | 2.0                  |
| PCI-104                     | 2003年   | PCI              | 1.0                  |
| PCI/104-Express及びPCIe/104 | 2008年   | PCI、PCI Express | 3.0                  |